# Bayraktepe, Niksar
Bayraktepe là một xã thuộc huyện Niksar, tỉnh Tokat, Thổ Nhĩ Kỳ. Dân số thời điểm năm 2011 là 88 người.